# 界首市
界首市在中國安徽省西北部，领接河南省，颍河横贯，是阜阳市下辖的一个县级市。2006年被安徽省列为12个享有省辖市部分经济社会管理权限的试点县市之一。市人民政府驻东城街道。区域总面积为667.83平方公里。

## 历史沿革
西周时期，境北部属陈国，南部属沈子国。
春秋时期，鲁定公四年（前506年），蔡灭沈子国，境南部自沈入蔡；鲁哀公十七年（前478年）楚灭陈，境北部自陈入楚。
战国时期，境北部由楚入魏，南部属楚。
秦，始行郡县二级制，境北部属新阳县，南部属寝县，统辖于颍川郡。后分立陈郡改属之。
西汉高帝六年（前201年），改新阳县为侯国，境北部属之，后复为县；汉宣帝地节四年（前66年）境中部置阳城侯国，旋废；南部仍属寝县（一作鲖县）。同辖于汝南郡。
王莽篡汉，始建国元年（公元9年），改汝南郡为汝土贲郡，改阳城为新安，改新阳为新明，改寝为闰治。
东汉始行州郡县三级制，境北部属新阳侯国；南部属固始侯国，后国废为县；中部属汝阴县。同辖于豫州汝南郡。
三国魏，境北部属新阳县，南部属固始县，同辖于豫州汝南郡。
西晋，新阳县废。境北部属宋县，南部属固始县，同辖于豫州汝阴郡。惠帝分汝阴郡置新蔡郡，固始县改属之。
东晋、南朝宋、北魏，境北部属汝阴郡宋县，南部属新蔡郡固始县，同辖于豫州。
东魏，境北部属北扬州汝阴郡宋县，南部属豫州新蔡郡固始县。
北齐、北周，北部属颍州陈留郡陈留县，南部属豫州广宁郡褒信县。
隋开皇三年（583年），罢郡为州，境北部属颍州陈留县（后更名颍阳县），南部属沈州鱼同阳县。大业三年（607年）罢州为郡，北部属汝阴郡颍阳县，南部属淮阳郡鱼同阳县。
唐贞观元年（627年），废颍阳，并入汝阴。武德初罢郡为州，天宝元年（742年）罢州为郡，乾元元年（758年）罢郡为州。境北部属汝阴县，南部属沈丘县，同隶属于颍州（汝阴郡）。
五代，先后为梁、唐、晋、汉、周领地，县境分属颍州汝阴县、沈丘县。
宋开宝六年（973年），分汝阴北5乡置万寿县。境北部属万寿县（后改泰和县），南部属沈丘县，同辖于京西北路颍州（后改顺昌府）。始置界沟镇于现城区东北部，属万寿县。
金，境分属泰和县、沈丘县，同隶属于南京路颍州。
元，境分属泰和（后改太和）、沈丘县，同隶于河南江北等处行中书省颍州。至元三十年（1293年）改属汝宁府。
明，境北部属颍州太和县，南部属颍州，同隶属于南京凤阳府。城区西北部属河南布政使开封府陈州沈丘县。
清雍正二年（1724年），境北部改属亳州太和县，十三年改颍州为颍州府，境北部改属安徽省颍州府太和县，境南部改属阜阳县，城区西北部属河南省陈州府沈丘县。
民国初，县境大部属安徽省淮泗道阜阳县、太和县。民国21年（1932年），设阜阳专员公署，太和县、阜阳县皆属之。民国24年，析阜阳县西部置临泉县，境南部遂划入临泉县。民国28年，城区西北部发展为皂庙镇，属河南省沈丘县，与界首镇、刘兴镇鼎立为界首三镇。民国36年10月，界首、刘兴、皂庙3镇合并建立界首市民主政府。是年11月，境北部属沈鹿淮县（界首县），12月，南部属泉阳县。界首市、界首县同属豫皖苏边区行署二分区，泉阳县属四分区。民国38年3月，豫皖苏边区行署建制撤销，境北部属太和县，中部（现城区）属界首市，南部属临泉县。同辖于皖北行署阜阳专署。
中华人民共和国时期，1953年9月，撤界首市建界首县，划临泉县的洪庄、砖集、陶庙3区，太和县的光武区和税黄区的西部为界首县辖地。隶属安徽省阜阳专区。1958年11月，界首县与太和县合并为首太县，境南洪庄、砖集2区划入临泉县。翌年4月底，太和县、界首县分置，辖地仍沿原制，属安徽省阜阳专区，至1985年未变。1989年，撤县复市。

## 人口
根据第七次人口普查数据，截至2020年11月1日零时，界首市常住人口为650870人。

## 地理
界首市位于安徽省西北部边陲。南与临泉县和阜阳市颍泉区接壤，东与太和县为邻，西北与河南省的沈丘、郸城两县交界。
地处东经115°15′-115°32′，北纬30°0′-33°0′。地处淮北平原西北部。沙颍河横贯中部，泉河流经界首市。年降水量817毫米，年均气温14.7℃。地下蕴藏有含碘矿泉水。

## 交通
郑阜高速铁路设界首南站；漯阜铁路、宁洛高速公路横穿市境中部，204、308、102省道穿境而过，颍河可常年通航。

## 行政区划
界首市下辖3个街道办事处、12个镇、3个乡：
东城街道、西城街道、颍南街道、光武镇、泉阳镇、芦村镇、新马集镇、大黄镇、田营镇、陶庙镇、王集镇、砖集镇、顾集镇、戴桥镇、舒庄镇、邴集镇、靳寨乡和任寨乡。

## 名人
- 刘福通（1320～1365）：元代颍州（今安徽界首）人，元末红巾军首领。与韩山童等长期利用白莲教在民间进行活动。至正十一年（1351年）五月，乘元廷徵民夫修黄河之机聚众起事，攻占州。因以红巾为号，称红巾军。随后，攻占河南许多州县。十五年，立韩林儿（韩山童之子）为帝，称小明王，以亳州（今安徽亳州）为都，建国号大宋，年号龙凤。他历任平章、丞相等职，掌握韩宋的军政大权。元廷派兵镇压，亳州失陷，迁都安丰（今安徽寿县）。后分兵三路攻略陕西、山东、河南、山西、河北等地，兵锋曾达大都附近的柳林（今北京通州南）。十八年，他统兵攻占汴梁（今河南开封），作为都城。次年，汴梁被元军攻破，退守安丰。二十三年，张士诚军围攻安丰，他与韩林儿往滁州（今安徽滁州）依朱元璋。后被朱元璋命部将沉于江中溺死（一说在安丰阵亡）。
- 卢山义（1920年2月～2007年10月）：界首人，中国工艺美术家协会会员、中国民间艺人、中国民间文化杰出传承人、中国工艺美术大师，为安徽省省最年长的国家级工艺美术大师。卢山义出生在素有“陶艺之乡”之称的安徽省界首市卢窑村一个艺术之家；祖上以手工艺品为生，其父为当地有名的戏剧刻画名匠。卢山义自幼就受父亲的艺术感染和熏陶，喜欢上民间酒坛、花瓶、脸盆上绘制的鸟语花香，并萌发出艺人的聪颖智慧；受到父亲的支持并教授其走上从艺人生。在他十五岁那年他父亲的去世使他承担起养家糊口的重担，并使得其技艺很快成熟起来。
- 郭汝霖（1920—2010），乳名铁良，安徽省界首人。中华民国总统府参军长、空军总司令、国民党籍。空军机械学校、空军官校第14期、空军指挥参谋学校、三军联大、战争学院将官班毕业。曾任飞行员、分队长。去台后，历任中队长，副大队长，大队长，联队政战部主任，副联队长、联队长，空军总部作战训练署副署长，空军作战司令部副司令，空军总部组织人事署署长，空军官校校长，空军总部参谋长。1980年1月任警备总部副总司令。1981年7月任空军副总司令，12月任空军总司令，至1986年7月。并晋升空军二级上将。1986年7月任副参谋总长兼执行官，至1988年7月。1988年5月任总统府参军长。1989年12月任总统府国策顾问，1996年5月获续聘。1988年7月当选为国民党第十三届中央委员。1993年被聘为国民党第十四届中央评议委员。

## 经济
界首工业基础较好，品牌优势明显，发展潜力巨大。目前，全市已形成20多个行业，2000多个品种的工业生产体系，再生金属、再生塑料、医药、纺织制鞋、食品酿造、机械制造、渔具生产等支柱产业优势明显，培育出沙河特曲、金裕皖系列白酒、富硒康口服液等全国知名产品。

## 文化教育
主要学校：
小学：界首市第一小学、界首师范附属小学，回民小学，兴华小学
初级中学：界首市第二中学、界首市第四中学、育颖中学、崇文中学
高级中学：界首市第一中学、界首中学（原界首师范学院）、树人高中、朝阳高中、实验中学
职业技术学院：界首市职业技术学校、四通技校

## 风景名胜
沙河落阳、政府广场、七七抗战纪念碑、界首清真东寺、界首植物园

## 历代名镇
光武镇，旧称光武庙，在界首市北部，光武镇是一座悠久的文明古镇。在东汉以前叫赵路口，因汉光武帝刘秀与王莽长期争战于此，留下了大量的典故和民间传说，镇因汉室苗裔建光武庙祭祀而得名，历时近2000年。光武镇位于皖西北豫皖两省三县交界处，距界首市区16公里，辖2个集镇，16个村委会，4个居委会，面积46.4平方公里，耕地4.5万亩，总人口5.6万人。其中建成区面积3.7平方公里，人口2.3万。自古以来就是中原地区的驿站和重镇，19世纪初至四十年代，商业繁荣，主要经营棉花、布匹、药材等，是当时中原地区重要的集散市场，一年一度的十一月冬季物资交流大会，吸引着京、广、汉等地客商大贾不辞千里之遥，来此交易。现已形成以废旧塑料为龙头的全国性回收加工市场之一。